# O homem que sabia javanês
O homem que sabia javanês é um conto do escritor brasileiro Lima Barreto que narra a história de Castelo, isto é, a forma que "havia pregado às convicções e às respeitabilidades, para poder viver."  Em suma, nesta história, Castelo expõe a seu amigo Castro como que em meio a miséria do desemprego fingiu saber o javanês, a pretexto de conseguir um emprego que fora ofertado por um homem público, o Barão de Jacuecanga. Após conseguir o emprego, Castelo, por ser um dos únicos tradutores desse idioma - mesmo não o sabendo-,  torna-se famoso e logra, de forma inesperada, à diplomacia do País. O conto suscita, à maneira lima-barretiana, críticas ao bacharelismo e à burocracia viciada. Foi publicado pela primeira vez no jornal Gazeta da Tarde do Rio de Janeiro, em 28 de abril de 1911, e posteriormente incluído na coletânea O homem que sabia javanês e outros contos.

## Adaptações

### Televisão
- 1994: Especial de televisão vagamente inspirado conto, produzido por Guel Arraes, Jorge Furtado e João Falcão[1] e estrelado por Marco Nanini, Fernanda Torres e Giulia Gam exibido no programa Terça Nobre da Rede Globo.[2]

### Filmes
- 1988: curta-metragem de direção e roteiro por Maurício Buffa.[3]
- 2004: curta-metragem dirigido por Xavier de Oliveira, com o ator Carlos Alberto Riccelli.